# Gambusia clarkhubbsi
 Gambusia clarkhubbsi és un peix de la família dels pecílids i de l'ordre dels ciprinodontiformes.

## Morfologia
Els mascles poden assolir els 5,8 cm de longitud total.

## Distribució geogràfica
Es troba a Nord-amèrica: Texas (Estats Units).